# Isaac Austin
Isaac Edward "Ike" Austin (ur. 18 sierpnia 1969 w Gridley) – amerykański koszykarz, środkowy, laureat nagrody dla zawodnika, który poczynił największy postęp.

## Osiągnięcia
NBA
- Zdobywca nagrody dla zawodnika, który poczynił największy postęp - NBA Most Improved Player Award (1997)[1]